# البابا المزيف

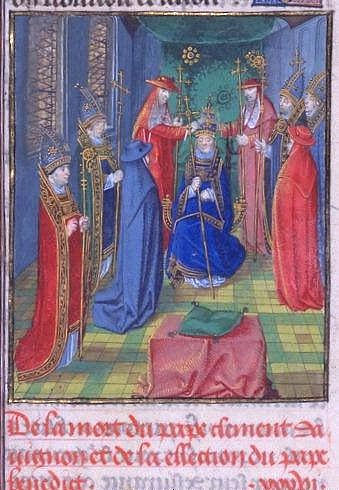
تكريس البابا المزيف بنديكتوس الثالث عشر

البابا الزائف أو المزيف (باللاتينية:antipapa) أو البابا المنافس أو بابا الزور أو البابا المُعادي، هي الصفة التي أُطلقت على عدة رجال دين في فترات مختلفة من تاريخ الكنيسة الرومانية الكاثوليكية، ادَّعوا لأنفسهم لقب ووظيفة أسقف روما، معارضين بذلك أحقية وشرعية من تعتبره الكنيسة البابا الحقيقي. من أهم الباباوات المُعادين عبر التاريخ إكليمندس الثالث ونيكولاس الخامس وإكليمندس السابع وبنديكتوس الثالث عشر آمادوس الخامس البابا المزيف الأخير.

## مواضيع ذات صلة
- بابوية كاثوليكية.